# Aneros
Az Aneros a prosztata ingerlésére optimalizált szabadalmaztatott szexuális segédeszköz. Eredetileg a különféle prosztatabetegségek kiegészítő terápiájának számító prosztata-masszázs céljaira fejlesztették ki. A prosztata mechanikus ingerlése erőteljes szexuális ingert is kelt, ezért az Aneros idővel egyre inkább szexuális segédeszközzé vált, amely igen erőteljes, intenzív orgazmus elérését teszi lehetővé.
Kialakítása olyan, hogy a végbélbe helyezett eszközt a PC-izmok megfeszítésével lehet mozgatni, ez biztosítja a prosztata mechanikus ingerlését. Alkalmas arra, hogy a hímvessző érintése nélkül is orgazmust váltson ki. Az eszköz önkielégítésre és egyéb szexuális tevékenység során kiegészítő ingerlésre is alkalmazható.
Az Aneros anatómiailag formált fejrészének kialakítása olyan, hogy erőteljes nyomást fejt ki a prosztatára, ha a PC-izmok összehúzásával beljebb nyomódik a végbélbe. Az összeszűkülő talprész kis keresztmetszete biztosítja, hogy a végbélbe helyezett eszköz kényelmesen helyezkedjen el a végbélnyílásban. A talprész egyúttal a mozgatással nyomást fejt ki a gáton keresztül a külső prosztata-pontra, tovább erősítve a prosztata ingerlését.